# تپه چشمه شعبان
تپه چشمه شعبان مربوط به متاخر دوران‌های تاریخی پس از اسلام است و در شهرستان سنقر، بخش کلیائی، روستای امیر عمران واقع شده و این اثر در تاریخ ۱۲ تیر ۱۳۸۴ با شمارهٔ ثبت ۱۲۰۳۳ به‌عنوان یکی از آثار ملی ایران به ثبت رسیده است.